# Matrika

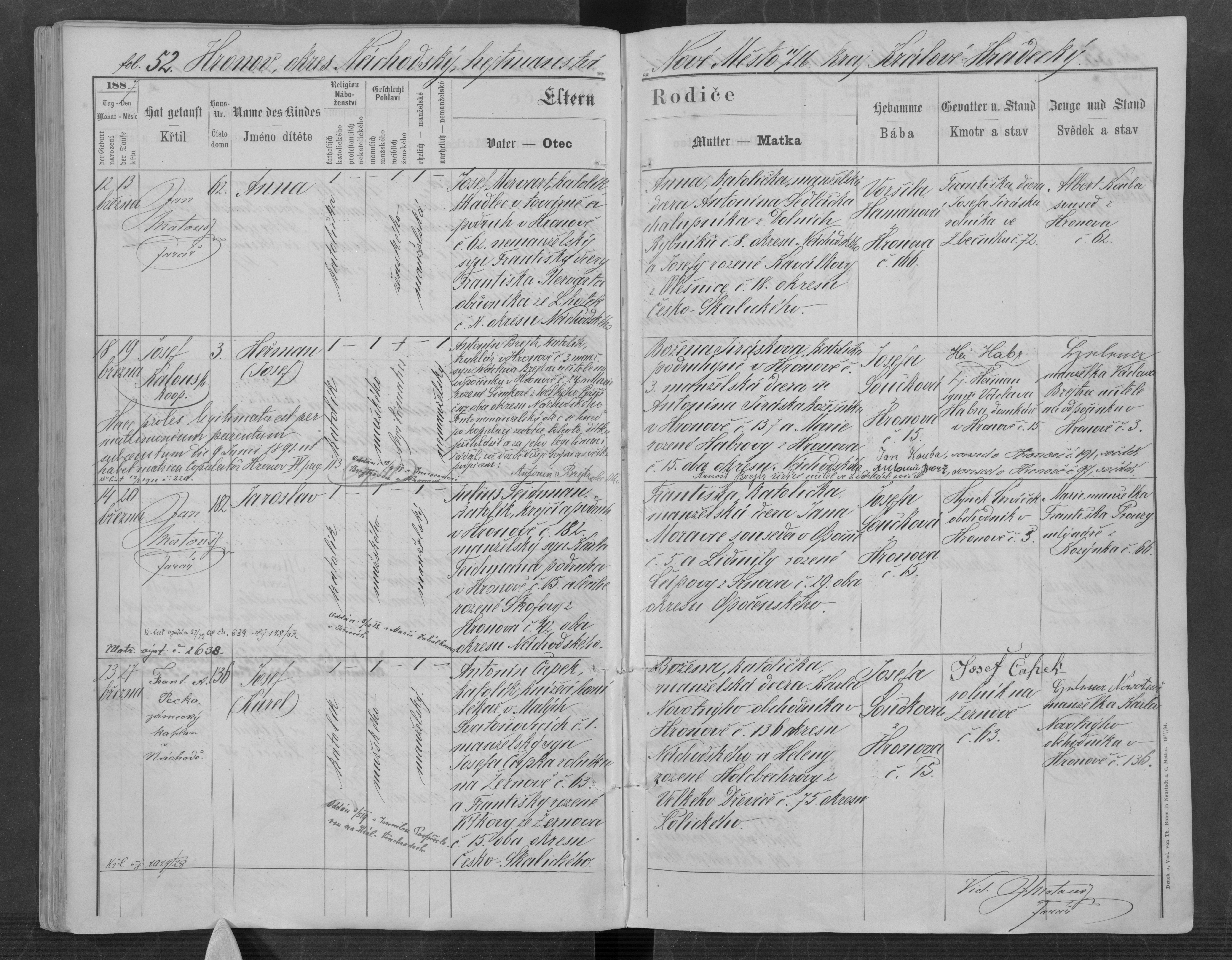
Zápisy v knize narození fary v Hronově v březnu 1887. Dole na stránce je Josef Čapek.

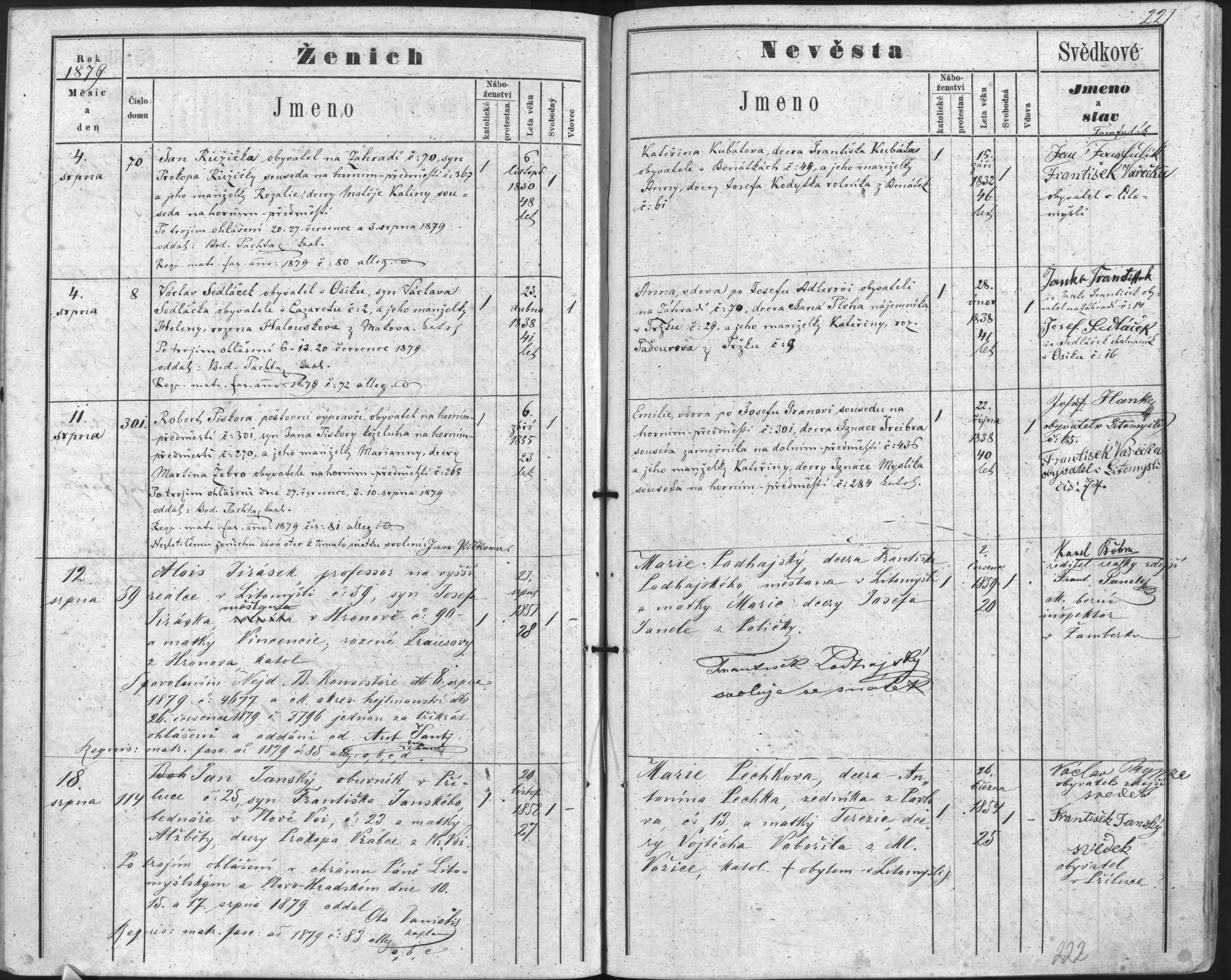
Ukázka knihy manželství fary v Litomyšli v srpnu 1879. Druhý zdola je Alois Jirásek.

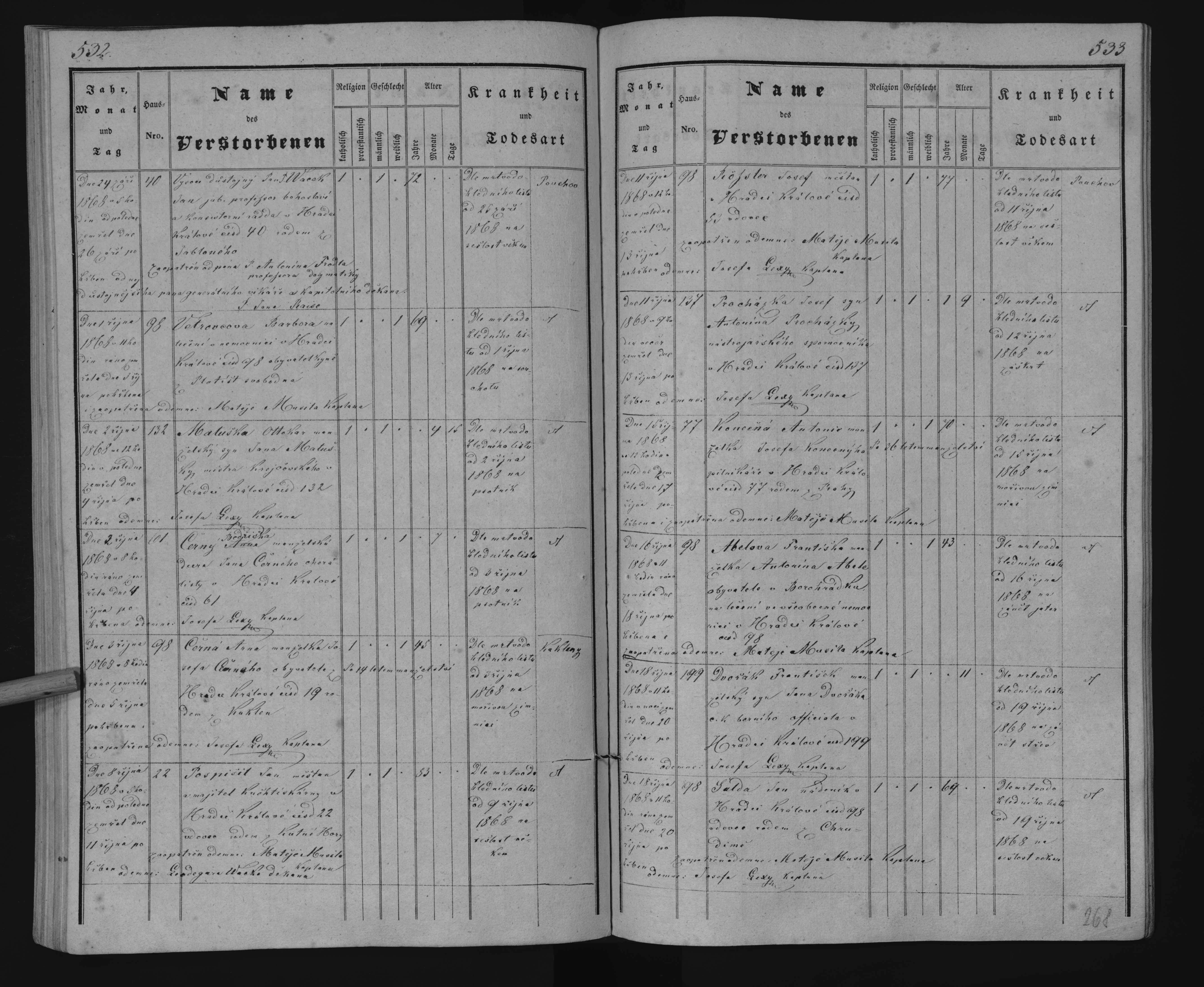
Záznamy v knize úmrtí fary v Hradci Králové v září a říjnu 1868. Poslední na stránce vlevo je Jan Hostivít Pospíšil.

Matrika (z lat. matrix, matice, kmen) je veřejný úřední seznam, nejčastěji jmen. V České republice jde o seznam narození, sňatků, registrovaného partnerství a úmrtí, který vedou matrikáři na určených matričních úřadech. Agenda matrik se řídí zákonem č. 301/2000 Sb. a vyhláškou 207/2001 Sb., a patří do kompetence Ministerstva vnitra. U nověji zavedených seznamů a evidencí se užívají jiné názvy (seznam, registr, rejstřík apod.).

## Dějiny
Matriky patrně vznikly ve středověku jako seznamy šlechty, včetně povinností vůči panovníkovi, zejména dávek a počtů ozbrojenců, které mu mají poskytnout. Později k nim přibyly matriky studentů na univerzitách. Zde snad vznikly i pojmy imatrikulace (zápisu) a exmatrikulace (vyřazení absolventa) v jejich dnešním významu. S postupující byrokratizací společenského života rostl i počet a význam podobných úředních seznamů, kterým se někde říkalo také matriky. V některých zemích to byly matriky kostelů, později úředních místních jmen (v ČSR od roku 1920) a podobně.
Církevní matriky narození, pokřtění, sňatků a úmrtí místy vedly církve už od středověku. Katolickým farářům to však povinně nařídil až Tridentský koncil roku 1563. I potom se však toto nařízení prosazovalo poměrně pomalu.

### V českých zemích
Na českém území je nejstarší matrikou německy psaná matrika oddaných v Jáchymově z roku 1531. Roku 1591 svolal Stanislav Pavlovský olomouckou diecézní synodu, která formálně přijala usnesení tridentského koncilu. Roku 1605 pak Zbyněk Berka z Dubé a Lipé svolal arcidiecézní synodu do Prahy. V zemích Koruny české se farní matriky běžně dochovaly až od poloviny 17. století. Reformy Josefa II. z let 1781 a 1784 zavedly jednotné vedení matrik (před touto reformou byla podoba matrik značně roztříštěná). Ukládaly také povinnost vést matriky protestantským farním úřadům a rabínům židovských obcí, od roku 1869 vedly matriku pro osoby bez vyznání okresní úřady. Teprve v 50. letech 20. století se zavedla obecná a povinná veřejná matrika pro všechny a farní matriky ztratily občansko-právní význam, nicméně jejich kanonicko-právní význam zůstává.
Odejmutím matrik pro civilní účely byl církvím ztížen přístup k vlastním záznamům a vznikla i jakási "matriční odluka", protože církve, které měly ve svých předpisech nařízeno vést matriky, je pro své potřeby vedly (vedou) dál.

### V Česku
Matriky se dělí podle doby, pro kterou byly/jsou vedeny, na tzv. živé a mrtvé. Živé matriky se nacházejí na matričních úřadech (podle zákona 100 let od posledního zápisu v knize narození a 75 let od posledního zápisu v knize manželství, knize partnerství a  knize úmrtí), mrtvé matriky pak v jednom městském (Archiv hlavního města Prahy) a sedmi státních oblastních (v Praze, Plzni, Třeboni, Hradci Králové (fakticky na zámku Zámrsk), Litoměřicích, Brně a Opavě) archivech. Židovské matriky jsou uloženy v Národním archivu v Praze, vojenské matriky pak ve Vojenském historickém archivu.
Matriky mrtvé uložené v archivech jsou na rozdíl od těch živých přístupné veřejnosti. K živým matričním záznamům mají přístup pouze oprávněné osoby.